# Ширяев, Григорий Иванович
Григо́рий Ива́нович Ширя́ев (чеш. Grigorij Ivanovič Širjajev, 24 января 1882, Харьков — 18 июня 1954, Нью-Йорк) — российский и чешский ботаник.

## Биография
Сын купца.
Окончил Харьковскую 3-ю гимназию (1901) и физико-математический факультет Харьковского университета (1908). Воинскую повинность отбывал в 201-м Лебединском резервном батальоне, 8 сентября 1909 года произведен в прапорщики запаса армейской пехоты.
Изучал флору юга России, включая Крым и Кавказ.
С началом Первой мировой войны был призван в 30-й пехотный запасный батальон. Был произведен в подпоручики.
В Гражданскую войну участвовал в Белом движении на Юге России, во ВСЮР и Русской армии — в Марковской дивизии до эвакуации Крыма. На 18 декабря 1920 года — в составе Марковского полка в Галлиполи.
В 1927 году он получил степень доктора наук.
Скончался 18 июня 1954 года в Нью-Йорке. Похоронен на кладбище Новодивеевского монастыря.

## Научные работы по ботанической номенклатуре
- Onobrychis bieberstenii Sirjaev Spisy Přír. Fak. Masarykovy Univ. 56:144. 1925
- Medicago popovii (Korovin)Sirj. Bull. Misc. Inform. Kew 1928:271. 1928
- Astragalus eremophilus var. falcinellus (Boissier) Sirjaev in Fedde Repert. Spec. Nov. 53:235. 1944[3]
- Astragalus campylorrhynchus Sirjaev, G. (1944) Feddes Repert. Spec. Nov. 53: 220—253… subgeneris Trimeniaeus[4]
- Astragalus sikaramensis Sirjaev & Rechinger f. in Biol. Skr. Dan. Vid. Selsk. 9.3:39. 1957
- Ononis afghanica Sirj. et Rechinger f.[5][6]

## Растения, описанные Ширяевым
- - Astracantha echiniformis (Širj.) Podlech[7]
  - Astragalus campylorrhynchus Sirj. (=Astragalus campylorrhynchus Fisch. & C.A.Mey.)
  - Astragalus sikaramensis Sirj. (=Oxytropis sikaramensis (Sirj. & Rech.f.) Ali[8])
  - Astragalus echiniformis Sirj.
  - Astragalus podperae Sirj.
  - Medicago archiducis-nicolai Sirj.
  - Medicago popovii (Korovin) Sirj.
  - Medicago plicata Sirj.
  - Onobrychis biebersteinii Sirj.
  - Onobrychis arenaria subsp. sibirica (Sirj.) P.W.Ball[9]
  - Trigonella rechingeri Sirj.
  - Trigonella verae Sirj.